# Ramon Lopes
Ramon Lopes de Freitas (sinh ngày 7 tháng 8 năm 1989) là một cầu thủ bóng đá người Brasil. Lopes chủ yếu thi đấu ở vị trí tiền vệ tấn công và sở hữu khả năng thể lực cùng kĩ thuật tốt.

## Sự nghiệp câu lạc bộ
Ramon Lopes khởi đầu sự nghiệp tại Fluminense sau 1 năm thi đấu ở Cruzeiro. Đầu năm 2009 Ramon Lopes chuyển đến đội bóng Ukraina Volyn Lutsk nơi anh thi đấu 78 trận trong 4,5 năm, ghi 8 bàn.
Vào mùa hè năm 2013, hợp đồng của anh hết hạn và ngày 7 tháng 6 năm 2013 Lopes đầu quân cho đội bóng Bulgaria Levski Sofia. Anh ký hợp đồng với đội bóng đến năm 2015, nhưng vào tháng 8 năm 2013 anh lại ký hợp đồng theo dạng cầu thủ tự do với FC Volyn.
Vào tháng 6 năm 2014, anh chuyển đến Vegalta Sendai của J League.

## Thống kê câu lạc bộ
Cập nhật đến ngày 23 tháng 2 năm 2017.
| Thành tích câu lạc bộ | Thành tích câu lạc bộ | Thành tích câu lạc bộ | Giải vô địch | Giải vô địch | Cúp                   | Cúp                   | Cúp Liên đoàn | Cúp Liên đoàn | Tổng cộng | Tổng cộng |
| Mùa giải              | Câu lạc bộ            | Giải vô địch          | Số trận      | Bàn thắng    | Số trận               | Bàn thắng             | Số trận       | Bàn thắng     | Số trận   | Bàn thắng |
| Nhật Bản              | Nhật Bản              | Nhật Bản              | Giải vô địch | Giải vô địch | Cúp Hoàng đế Nhật Bản | Cúp Hoàng đế Nhật Bản | J. League Cup | J. League Cup | Tổng cộng | Tổng cộng |
| --------------------- | --------------------- | --------------------- | ------------ | ------------ | --------------------- | --------------------- | ------------- | ------------- | --------- | --------- |
| 2014                  | Vegalta Sendai        | J1 League             | 5            | 1            | -                     | -                     | -             | -             | 5         | 1         |
| 2015                  | Vegalta Sendai        | J1 League             | 26           | 7            | 4                     | 0                     | 3             | 0             | 33        | 7         |
| 2016                  | Vegalta Sendai        | J1 League             | 32           | 10           | 1                     | 0                     | 5             | 1             | 38        | 11        |
| Tổng                  | Tổng                  | Tổng                  | 63           | 18           | 5                     | 0                     | 8             | 1             | 76        | 19        |